# La Bagatela
La Bagatela est un ancien hebdomadaire politique colombien, paraissant le dimanche. Fondé le 14 juillet 1811 par Antonio Nariño afin d'y défendre ses idées centralistes, il est publié jusqu'au 12 avril 1812.

## Histoire
Le 14 juillet 1811, soit 22 ans après la prise de la Bastille en France, Antonio Nariño lance le premier numéro du journal politique La Bagatela. Il est publié tous les dimanches jusqu'au 12 avril 1812 par l'imprimerie de Bruno Espinosa de los Monteros. Cet hebdomadaire, financé par Nariño, ne traite pas les informations locales ou générales ; en effet, ses articles, lettres et commentaires portent sur l'organisation de l'État et la façon de gouverner le pays et décrivent l'orientation que devrait prendre l'État, la forme de gouvernement qu'il faudrait ou encore les missions qui lui incombent. Dans le deuxième numéro de La Bagatela paru le 21 juin 1811, Nariño rédige notamment un article défendant la liberté de la presse. Entre le 20 octobre et le 29 décembre 1811, onze numéros de ce journal sortent avec un supplément.

## Ligne éditoriale

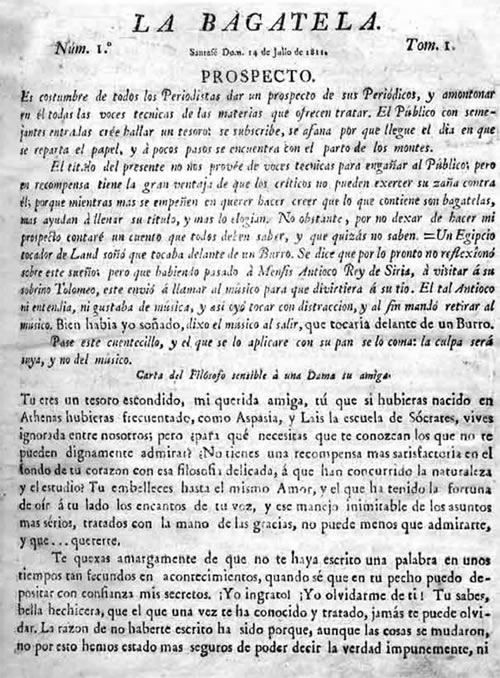
Deuxième de couverture du premier numéro de La Bagatela.

La presse est un des piliers d'Antonio Nariño lorsqu'il est à la tête de l'État libre de Cundinamarca car elle lui permet de mieux comprendre ce qui se passe, de faire des propositions, de recueillir les opinions des autres et de débattre, de réfuter, de créer l'opinion, de rallier des gens à sa cause ou encore d'attaquer ses adversaires. Ainsi, même lorsqu'il est à la tête de l'État libre de Cundinamarca, il continue à publier La Bagatela tous les dimanches. Un des objectifs de ce périodique serait la réitération constante des raisons de l'indépendance et sa légitimation. En effet, plusieurs de ses articles s'attaquent aux préoccupations religieuses à ce sujet ; ils réfutent également les théories basées sur les titres de conquêtes avec lesquels la colonisation espagnole est légitimée et dépeignent la colonie comme le nouvel esclavage en cas d'impossibilité de parvenir à un gouvernement et une bonne administration.
Par ailleurs, Nariño y défend l'idée de centralisme. Il s'attaque ainsi, de façon régulière, aux idées fédéralistes de Jorge Tadeo Lozano car il estime que ce modèle d'organisation et de gouvernance va entraîner l'échec d'une union entre les patriotes, ce qui favorisera la reconquête espagnole de la Nouvelle-Grenade. Les évènements futurs lui donneront d'ailleurs raison.